# Castillo de la Palma
El castillo de la Palma es un castillo medieval situado en el municipio zaragozano de Sástago y que se encuentra en grave riesgo ruina.

## Descripción
El castillo de la Palma se erige en la cima de un cerro, en un espacio largo y estrecho adaptando su estructura al terreno disponible constituyendo un conjunto de planta rectangular con orientación norte-sur.
El conjunto está compuesto por un castillo medieval y una ermita y otras construcciones barrocas, que se edificaron en su interior cuando la fortaleza perdió su uso original.
El recinto amurallado medieval está protegido por torreones rectangulares integrados en la muralla y con una torre del homenaje. Una parte importante del recinto está arruinada, conservándose la torre principal construida en mampostería irregular.
La puerta la encontramos al norte del conjunto, en uno de los lados cortos del recinto rectangular, descentrada respecto al mismo en integrada en un paramento de mampostería que puede corresponder al primitivo recinto. Se encuentra en un estado de conservación lamentable lo que hace que esté incluido en la Lista roja de patrimonio en peligro (España).

## Catalogación
El Castillo de la Palma está incluido dentro de la relación de castillos considerados Bienes de Interés Cultural, en virtud de lo dispuesto en la disposición adicional segunda de la Ley 3/1999, de 10 de marzo, del Patrimonio Cultural Aragonés. Este listado fue publicado en el Boletín Oficial de Aragón del día 22 de mayo de 2006.